# Mathias Le Turnier
Mathias Le Turnier, nascido a 14 de março de 1995 em Audenge, é um ciclista francês, membro da equipa Cofidis, Solutions Crédits.

## Palmarés
- Ainda não tem conseguido nenhuma vitória como profissional

## Resultados nas Grandes Voltas
| Carreira        | 2017 | 2018  | 2019 |
| --------------- | ---- | ----- | ---- |
| Giro d'Italia   | -    | -     | -    |
| Tour de France  | -    | -     | -    |
| Volta a Espanha | -    | 110.º | -    |

-: não participa 

Ab.: abandono 